# بيل بنتلي (ملحن)
بيل بنتلي (بالإنجليزية: Bill Bentley)‏ هو ملحن ومنتج أسطوانات أمريكي، ولد في 24 أغسطس 1950.

## وصلات خارجية
- بيل بنتلي على موقع IMDb (الإنجليزية)